# Peribaea jepsoni
Peribaea jepsoni är en tvåvingeart som först beskrevs av Villeneuve 1937.  Peribaea jepsoni ingår i släktet Peribaea och familjen parasitflugor.
Artens utbredningsområde är Mauritius. Inga underarter finns listade i Catalogue of Life.